# 尾紋側唇䲁
尾紋側唇䲁（學名：Hypleurochilus caudovittatus），為輻鰭魚綱鳚形目䲁科側唇䲁屬的一種，分布於西大西洋美國及墨西哥海域，本魚體延長，稍側扁，頭鈍短，頭頂無冠膜，眼上有觸鬚，一側或兩側頜骨後方均有增大的犬齒，上唇腹緣光滑，身體和鰭深灰褐色，前2個背棘之間的薄膜上有一個深藍色斑點，尾鰭基部有一黑色斑點，尾鰭白色，另有3-4條暗帶，背鰭硬棘12枚、背鰭軟條13-14枚、臀鰭硬棘2枚、臀鰭軟條16枚，體長可達5.9公分，棲息沿岸淺水域，雌魚產附著性卵，雄魚有護卵行為，幼魚為浮游性，生活習性不明。